# Собоциньский, Ян
Ян Анджей Собоци́ньский (пол. Jan Anrzej Sobociński; 22 марта 1999, Лодзь, Польша) — польский футболист, защитник клуба ПАС (Янина).

## Клубная карьера
Воспитанник лодзинского футбола. Начинал профессиональную карьеру в составе «ЛКС Лодзь». Дебютировал в Экстраклассе 19 июля 2019 года.
Летом 2021 года Собоциньский перешёл в будущий клуб MLS «Шарлотт», и до его вступления в американскую лигу в сезоне 2022 остался на правах аренды в «ЛКС Лодзь» на полгода. За «Шарлотт» дебютировал 20 апреля 2022 года в матче Открытого кубка США против «Гринвилл Трайамф». По окончании сезона 2023 «Шарлотт» отклонил опцию продления контракта Собоциньского.
30 января 2024 года Собоциньский подписал контракт с греческим клубом ПАС (Янина) до конца сезона в Суперлиге. Свой дебют в «Янине», 28 февраля в матче против АЕКа, отметил голом.

## Карьера в сборной
Участник чемпионата мира среди молодёжных команд 2019 в составе сборной Польши.